# John Comaroff
John L. Comaroff (nascido em 1 de janeiro de 1945)  é um Professor de Estudos Africanos e Afro-Americanos e de Antropologia, Oppenheimer Fellow em Estudos Africanos na Universidade de Harvard . Ele também é Professor Pesquisador da American Bar Foundation. Ele é reconhecido por seus estudo da sociedade africana e afro-americana. Comaroff e sua esposa, a antropóloga Jean Comaroff, colaboraram em publicações que examinam o pós-colonialismo e o povo Tswana da África do Sul. Ele escreveu vários textos descrevendo suas pesquisa e apresentou teorias antropológicas revisadas por pares de culturas africanas que têm relevância para a compreensão da sociedade global.

## Infância e educação
John Lionel Comaroff nasceu em 1º de janeiro de 1945 na Cidade do Cabo, África do Sul, filho único de Jane Miller Comaroff e Louis (mais conhecido como Lionel) Comaroff. A família de seu pai era da Ucrânia ou da Bielo-Rússia. Seu avô migrou no início da década de 1890 da Ucrânia ou Bielo-Rússia primeiro para a Alemanha (Kimmerhauft) para escapar do recrutamento para o exército russo e da discriminação contra os judeus, e mais tarde para Birmingham, na Inglaterra. Seu pai, Louis, nasceu na Rodésia. A família da mãe de Comaroff também migrou da Lituânia para a África do Sul no início do século XX. Jane e Louis se conheceram durante a Segunda Guerra Mundial na Cidade do Cabo. 
Comaroff foi a primeira pessoa de sua família a frequentar a universidade. Frequentou a Universidade da Cidade do Cabo, onde desenvolveu o seu interesse pela antropologia. Em seu segundo ano na Universidade, ele conheceu a colega de classe e futura esposa, Jean. Ambos concluíram o bacharelado e parte do ano com distinção na Universidade da Cidade do Cabo. A segunda parte do ano de honras foi concluída na London School of Economics. 

## Carreira
Comaroff conduziu a maior parte de sua pesquisa de campo na África do Sul. De 1969 a 1970, ele passou dezenove meses estudando sociedade, cultura, política e direito entre o povo Barolong boo Ratshidi, que fazem parte dos chefes tswana localizados ao longo da fronteira da África do Sul-Botswana. De 1972 a 1973, ele voltou ao distrito de Mafeking, de Barolong boo Ratshidi, para pesquisas complementares sobre sociedade e cultura para filmar Heal the Whole Man, que aborda a cura e outras práticas religiosas do Barolong boo Ratshidi (British Film Institute, 2012).  Ele então focou sua pesquisa nos aspectos sociais e culturais do desenvolvimento econômico dos Barolong em Botswana por 15 meses em 1974 e 1975. De 1977 a 1978 por 3 meses, ele se concentrou neste grupo novamente, mas olhou para a ascensão do capitalismo agrário. Durante os verões de 1990–1998, Comaroff voltou à África do Sul para realizar pesquisas em vários lugares, como Bophuthatswana, mais conhecida como Província do Noroeste. De 1999 a 2001, ele estudou novamente na Província do Noroeste, examinando a violência relacionada ao ocultismo, e pesquisou esse tópico por quinze meses. Então, de 2002 a 2001, ele estudou Crime e Policiamento nesta área. Durante 2005-2010, ele também pesquisou o povo Tswana e San e como a identidade étnica e a propriedade cultural estão se tornando commodities (Comaroff, 2013). 
Comaroff é um professor pesquisador afiliado da American Bar Foundation. Ele ingressou na fundação de advogados em 1991 e foi originalmente considerado um professor pesquisador até 2012. Em 2012, ele e Jean Comaroff assumiram cargos de ensino na Universidade de Harvard.
O projeto mais recente de Comaroff  é chamado de Ethnicity Inc.,  uma pesquisa de acompanhamento que está sendo conduzida em conexão com o livro da Comaroff, Ethnicity Inc. O projeto foca em por que os grupos étnicos se tornaram cada vez mais como corporações, por que a cultura se tornou mais como propriedade intelectual e o que há no mundo contemporâneo que tornou a cultura assim.  
Os Comaroffs publicaram um livro chamado Theory from the South, que se baseia em pesquisas realizadas na África do Sul. (American Anthropological Association, 2012).
John e Jean Comaroff passaram 34 anos ensinando na Universidade de Chicago. 

## Interesses de pesquisa
A feitiçaria é um assunto de interesse dos Comaroffs desde 1969. Os Comaroffs ficaram particularmente interessados neste fenômeno depois que retornaram à África do Sul na década de 1990, logo após o fim do apartheid na África do Sul. 
O capitalismo global também serve como um tópico de interesse para ambos os Comaroffs. Eles publicaram Ethnicity Inc. (2009), que enfoca especificamente o tema do capitalismo global. Eles também expressaram interesse no conceito de lei, especificamente nas maneiras pelas quais a lei tem sido usada para infligir violência indiretamente, usando a lei para beneficiar a si mesmo em detrimento de outros. Este conceito é usado em seu livro Law and Disorder in the Postcolony (2006) em um sentido analítico.
Em seu livro Of Revelation and Revolution, os Comaroffs examinam de perto o conceito de hegemonia. Sua definição afirma: "Consideramos hegemonia para nos referirmos a essa ordem de signos e práticas, relações e distinções, imagens e epistemologias - extraídas de um campo cultural historicamente situado - que vêm a ser tidas como certas como a forma natural e recebida do mundo "(Comaroff, 1991).
Comaroff também foi professor de antropologia social na University of Wales (1971–1972), University College of Swansea (1971–1972) e na University of Manchester (1972–1978). Ele também foi professor visitante na University of California Riverside (1981–1982), na Duke University (1989), na Tel Aviv University (2000), na University of Basel (2005) e na University of Vienna (2007). Além disso, Comaroff foi um membro honorário sênior da Universidade de Manchester no Centro Internacional de Pesquisa Cultural Contemporânea (1994–1995) e no Departamento de Antropologia Social (1996–1998). Em 1988 e 1995 ele foi Diretor Associado de Estudos em Paris. Além disso, Comaroff foi pesquisador visitante no Center for Modern Oriental Studies em Berlim (1998) e membro visitante no Stellenbosch Institute for Advance Study na África do Sul (2010 e 2011). Desde 2004, John Comaroff é Professor Honorário da Universidade da Cidade do Cabo. 

## Prêmios
- Oppenheimer Research Scholar na Harvard University em Cambridge, MA. [11]